# 大阪貨運站
大阪貨運站（日语：／ Ōsaka Kamotsu Tāminaru eki */?）是位於大阪府攝津市安威川南町二丁目，日本貨物鐵道東海道本線貨物支線的貨運車站（終點站）。

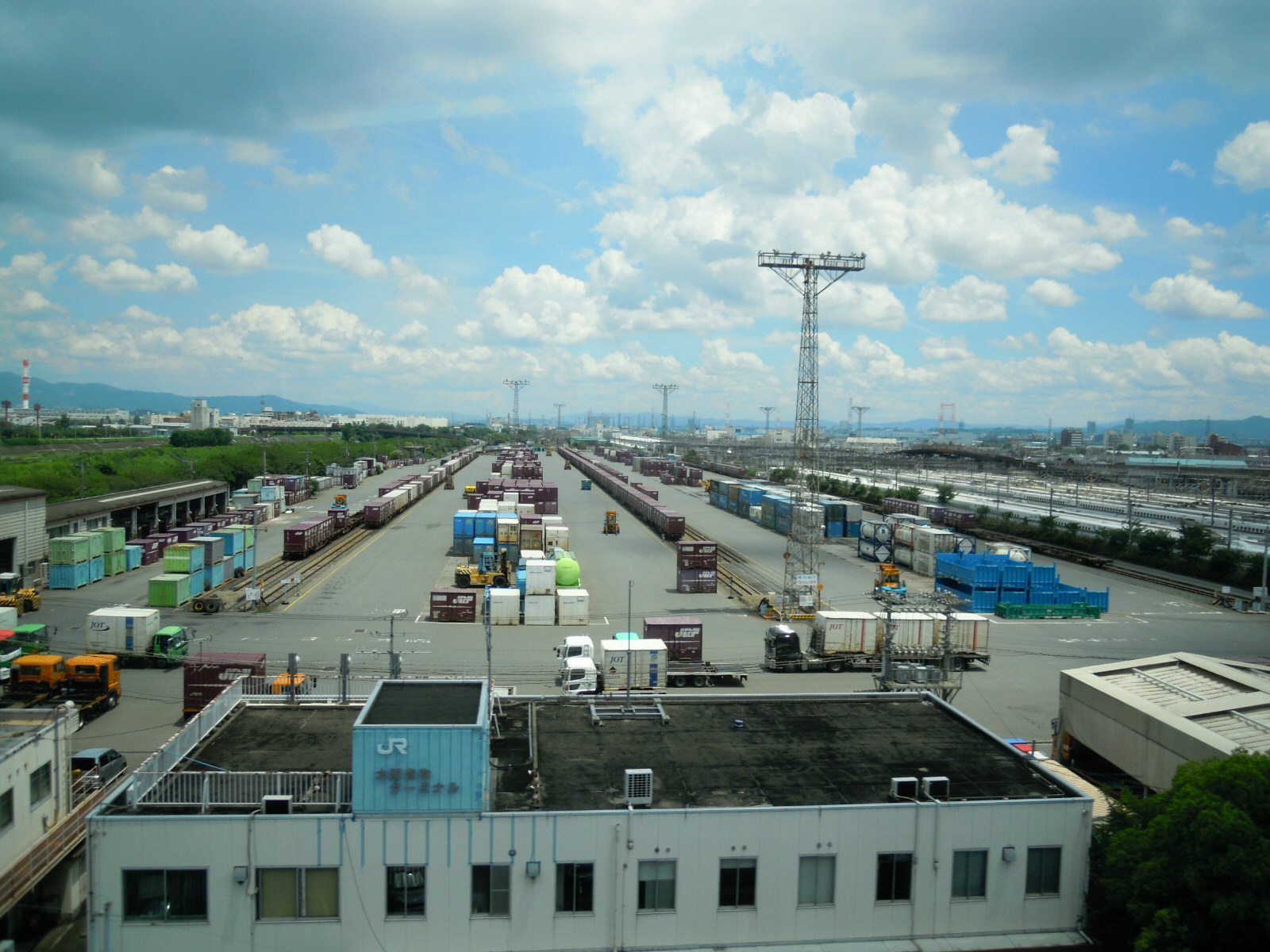
車站全景(2010年7月)

大阪地區的貨物線和貨運車站

## 歷史
此站由昭和40年代起，把原本在大阪市中心位置的梅田站部分功能轉移至此地。而此站所位處的地方靠近近畿自動車道，同時當時也正在建設批發市場和物流中心，使該處成為了大阪東北部的貨物裝卸基地。車站用地原本是用作建設東海道新幹線時，預留成為新幹線貨物運輸計劃，位於大阪一方的貨物起卸車站。由於當時取得車站連接吹田編組場的連絡線路段用地困難，比起當初預定在1974年（昭和49年）啟用日期大幅延遲。使車站在1982年（昭和57年）11月15日才啟用。由於聯絡線是一段高架路軌，並且會經過住宅區，因此為了減輕噪音，高架橋中建設了隔音板。
在1993年（平成5年）至1998年（平成10年），為了提升東海道本線的貨物運輸能力，此站的到發線和貨物起卸線進行延伸。

### 年表
- 1982年（昭和57年）11月15日：車站啟用[1]。
- 1986年（昭和61年）11月2日：此站與東京貨運站之間開展背負式運輸（日语：ピギーバック輸送）。
- 1987年（昭和62年）4月1日 - 伴隨國鐵分割民營化，車站由日本貨物鐵道（JR貨物）經營[7]。
- 2000年（平成12年）3月31日：終止背負式運輸。
- 2008年（平成20年）5月23日：新設變電站。
- 2020年（令和2年）6月15日：站內的調車機車原來受託使用JR貨物·西日本物料所屬機車，當日起結束委托，轉換為使用JR貨物所屬機車。

## 車站構造
車站是地面車站。鄰接東海旅客鐵道（JR東海）東海道新幹線和其路線的鳥飼車廠。使車站範圍較大。
站內設有3面貨櫃月台，6條貨物起卸線。此站設有2條分揀線，用作停放後備的罐車。月台東北方設有4條到發線，該處連接高架路軌（單線）前往吹田貨運站。所有貨運列車都會使用該路段出入車站。另外，在車站北邊安威川北岸一方的高架橋上，設有與貨物線並行的側線（附有止衝擋），側線與貨物線中途會越過大阪府道15號八尾茨木線，該處設有一座鐵橋。曾經側線可連接貨物本線路軌（轉轍器），側線往東面延伸連接大阪府中央批發市場，該側線為單線式專用線。但是，在JR貨物接管貨物線後，由於沒有列車前往該處的需求，因此為了防止錯誤地把轉轍器連接至側線，因此連接貨物線與側線（專用線）的渡線完全撤走，變成了於高架橋並行的側線不可連接貨物線，在橋上可看見轉轍器的遺蹟，而側線在物理上成為了廢線。在側線延伸的市場內會進入地面路段，該處設有四條貨物裝卸線，現時沒有撤走路軌，並且變成相關人士的停車場。
站內靠近貨物月台終端處設有車站大樓，該處設有物流公司的辦公室。在貨物月台東北方設有與路軌並行的貨櫃檢修庫。貨櫃的檢修業務和站內的調車業務（包括機車運輸）均委托了JR貨物專團旗下的JR貨物·西日本物流（前關西貨運服務→JR貨物·關西物流）負責，站內設有該公司的調度機車檢修庫。

### 站內調車業務

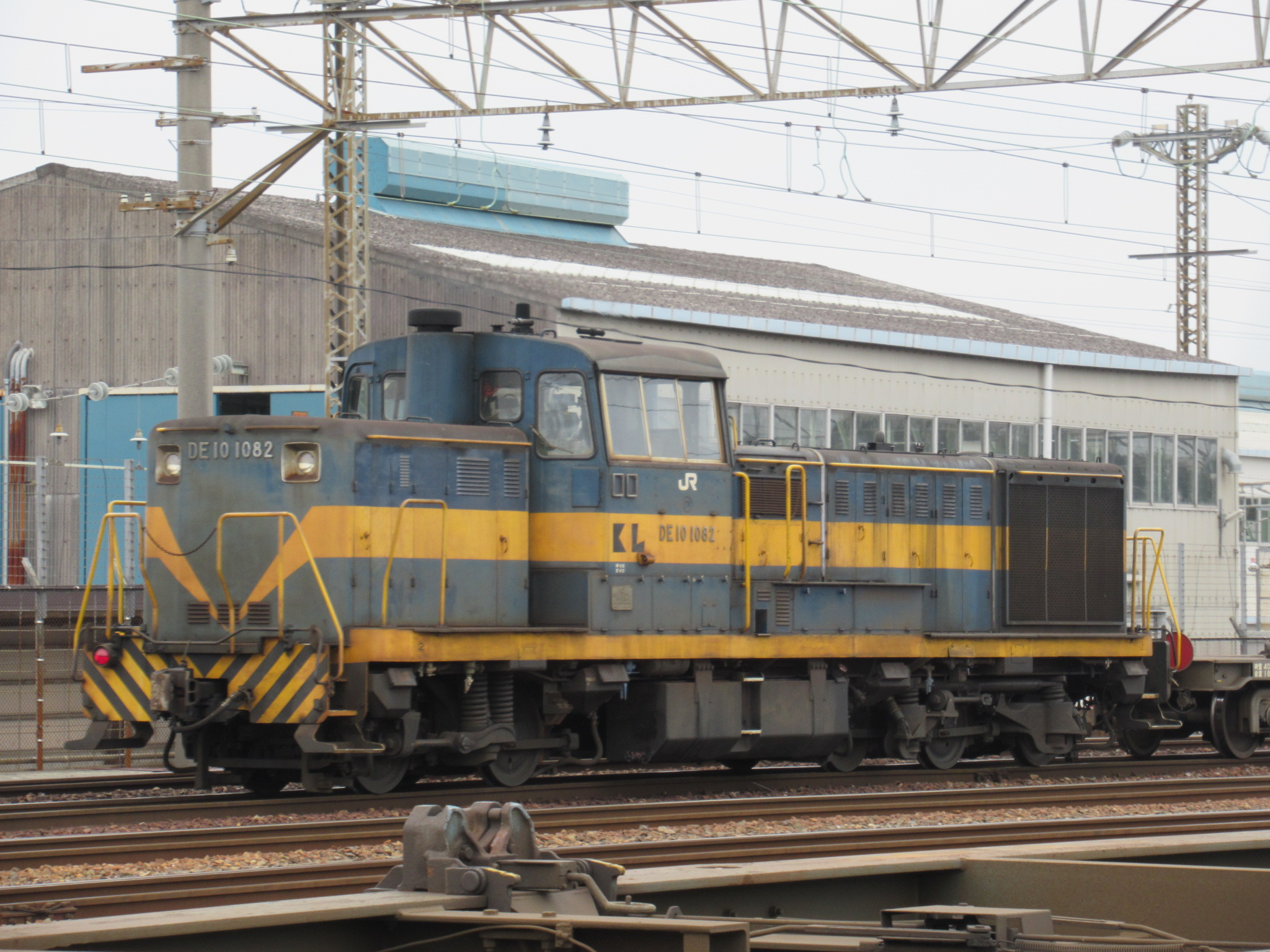
DE10 1082

關於站內的調車業務，自從車站啟用起已經委托外部公司（包括調車機車的運行）。當時的承包公司關西貨運服務從國鐵接收2架DD13形6次車（102、103），以DD55-1、2的編號開始進行服務。後來由於DD55老化，因此在1992年（平成4年）接收來自JR西日本的DE10 1067，1994年（平成6年）接收來自JR四國的DE10 1014，車輛編號在沒有改變下開始進行服務。最後使用了1架前JR貨物的DE10 1082。承包公司關西貨運服務在2006年（平成18年）8月改名為JR貨物·關西物流，在2016年（平成28年）4月與JR貨物·山陽物流成為JR貨物·西日本物流。該公司所屬的機車在2020年（令和2年）6月15日結束使用，改用由JR貨物所屬的機車，而調車業務與機車司機繼續由JR貨物·西日本物流負責。

## 處理貨物
- 鐵路貨櫃貨物
  - 12呎貨櫃、20/30呎大型貨櫃、20/40呎海運貨櫃。此站可處理JR貨物所有類型的貨櫃。但是最大載貨量為24公噸，超過該級數的貨物不能處理[注 1]。
  - 此站是和歌山線外貨運站（日语：和歌山オフレールステーション）、福知山線外貨運站（日语：福知山オフレールステーション）的貨櫃運送的中繼站。
- 此站可起卸工業廢料·特別工業廢料。

## 貨運列車、貨車班次
此站只有高速貨物列車停靠。前往吹田貨運站為下行班次，逆向為上行班次。
此站是終點站，每日下行設有16班列車進入車站，上行設有16班次離開車站（截至2020年3月14日）。另外設有臨時列車班次。此站的列車除了來往吹田貨運站外，也會來往鹿兒島貨運站、鳥栖貨運站、福岡貨運站、廣島貨運站、新居濱站、高松貨運站、姬路貨運站、安治川口站、百濟貨運站、金澤貨運站、富山貨運站、東京貨運站、新座貨運站、新潟貨運站、仙台貨運站、東青森站和札幌貨運站。
關於列車代行的貨車班次，每日會設有2往返班次來往福知山線外貨運站，1往返班次來往和歌山線外貨運站。

## 車站周邊
車站位於安威川和東海道新幹線之間的地方。車站南邊（靠近新幹線一方）鄰接鳥飼車廠。
貨櫃月台西邊連接大阪府道2號大阪中央環狀線。另外，與中央環狀線並行的道路與鐵路還有近畿自動車道（攝津北交流道和攝津南交流道的中間位置）和大阪單軌電車本線（攝津站至南攝津站之間）。
車站北邊鄰接攝津市的新幹線公園。該處保存了新幹線0系車頭的21形，以及電力機車EF15形 120號機。當地市民團體「新線組」會進行信息板的維護和垃圾收集等活動。新線組向JR東海提出在公園內設置新幹線車廠參觀與設置觀景台，但是沒有被實現。

## 其他
在發生格力高·森永事件之際，江崎固力果江崎勝久社長被綁架。社長被監禁在車站北邊，安威川堤岸的水防倉庫（位於物流辦公樓與貨櫃檢修庫之間的貨車停車場北岸對岸一處設施）。後來獨自逃離後，社長迅速趕到該站內，在現場職員的保護下，安全地躲在車站大樓內，事件造成周巨大哄動。

## 相鄰車站
日本貨物鐵道
東海道本線（貨物支線）
吹田貨運站－大阪貨運站

## 注腳